# 10 kilomètres féminin de ski de fond aux Jeux olympiques de 2022
Navigation
Pyeongchang 2018 Milan-Cortina 2026
L'épreuve féminine du 10 kilomètres du ski de fond aux Jeux olympiques de 2022 a eu lieu le 10 février 2022 au Centre de ski nordique et de biathlon de Guyangshu. 

## Médaillés
| Or                       | Argent                     | Bronze                       |
| Therese Johaug (Norvège) | Kerttu Niskanen (Finlande) | Krista Pärmäkoski (Finlande) |

## Résultats
| Rang                                | Dossard | Athlète                 | Nationalité       | Temps         | Retard          |
| ----------------------------------- | ------- | ----------------------- | ----------------- | ------------- | --------------- |
| Médaille d'or, Jeux olympiques      | 36      | Therese Johaug          | Norvège           | 28 min 6 s 3  | —               |
| Médaille d'argent, Jeux olympiques  | 40      | Kerttu Niskanen         | Finlande          | 28 min 6 s 7  | + 0 s 4         |
| Médaille de bronze, Jeux olympiques | 38      | Krista Pärmäkoski       | Finlande          | 28 min 37 s 8 | + 31 s 5        |
| 4                                   | 60      | Natalia Nepryaeva       | ROC               | 28 min 37 s 9 | + 31 s 6        |
| 5                                   | 32      | Katharina Hennig        | Allemagne         | 28 min 49 s 7 | + 43 s 4        |
| 6                                   | 56      | Ebba Andersson          | Suède             | 28 min 57 s 2 | + 50 s 9        |
| 7                                   | 52      | Yulia Stupak            | ROC               | 29 min 3 s 8  | + 57 s 5        |
| 8                                   | 34      | Jessica Diggins         | États-Unis        | 29 min 15 s 1 | + 1 min 8 s 8   |
| 9                                   | 54      | Teresa Stadlober        | Autriche          | 29 min 16 s 9 | + 1 min 10 s 6  |
| 10                                  | 42      | Tatiana Sorina          | ROC               | 29 min 17 s 4 | + 1 min 11 s 1  |
| 11                                  | 22      | Katherine Sauerbrey     | Allemagne         | 29 min 27 s 2 | + 1 min 20 s 9  |
| 12                                  | 58      | Frida Karlsson          | Suède             | 29 min 28 s 0 | + 1 min 21 s 7  |
| 13                                  | 44      | Rosie Brennan           | États-Unis        | 29 min 28 s 6 | + 1 min 22 s 3  |
| 14                                  | 50      | Johanna Matintalo       | Finlande          | 29 min 31 s 2 | + 1 min 24 s 9  |
| 15                                  | 9       | Liliya Vasilyeva        | ROC               | 29 min 32 s 4 | + 1 min 26 s 1  |
| 16                                  | 28      | Anne Kyllönen           | Finlande          | 29 min 42 s 6 | + 1 min 36 s 3  |
| 17                                  | 30      | Anamarija Lampič        | Slovénie          | 29 min 55 s 0 | + 1 min 48 s 7  |
| 18                                  | 10      | Dahria Beatty           | Canada            | 30 min 0 s 2  | + 1 min 53 s 9  |
| 19                                  | 26      | Emma Ribom              | Suède             | 30 min 5 s 8  | + 1 min 59 s 5  |
| 20                                  | 48      | Charlotte Kalla         | Suède             | 30 min 7 s 6  | + 2 min 1 s 3   |
| 21                                  | 46      | Tiril Udnes Weng        | Norvège           | 30 min 22 s 6 | + 2 min 16 s 3  |
| 22                                  | 29      | Nadine Fähndrich        | Suisse            | 30 min 23 s 8 | + 2 min 17 s 5  |
| 23                                  | 15      | Patrīcija Eiduka        | Lettonie          | 30 min 34 s 7 | + 2 min 28 s 4  |
| 24                                  | 5       | Novie McCabe            | États-Unis        | 30 min 24 s 9 | + 2 min 28 s 6  |
| 25                                  | 25      | Lotta Udnes Weng        | Norvège           | 30 min 37 s 0 | + 2 min 30 s 7  |
| 26                                  | 19      | Anna Comarella          | Italie            | 30 min 45 s 0 | + 2 min 38 s 7  |
| 27                                  | 21      | Masako Ishida           | Japon             | 30 min 50 s 6 | + 2 min 44 s 3  |
| 28                                  | 8       | Antonia Fräbel          | Allemagne         | 30 min 51 s 4 | + 2 min 45 s 1  |
| 29                                  | 12      | Izabela Marcisz         | Pologne           | 30 min 54 s 6 | + 2 min 48 s 3  |
| 30                                  | 11      | Petra Nováková          | Tchéquie          | 31 min 0 s 7  | + 2 min 54 s 4  |
| 31                                  | 59      | Lisa Unterweger         | Autriche          | 31 min 2 s 1  | + 2 min 55 s 8  |
| 32                                  | 27      | Hailey Swirbul          | États-Unis        | 31 min 5 s 3  | + 2 min 59 s 0  |
| 32                                  | 23      | Laura Gimmler           | Allemagne         | 31 min 5 s 6  | + 2 min 59 s 3  |
| 34                                  | 6       | Kateřina Janatová       | Tchéquie          | 31 min 7 s 2  | + 3 min 0 s 9   |
| 35                                  | 53      | Caterina Ganz           | Italie            | 31 min 8 s 1  | + 3 min 1 s 8   |
| 35                                  | 24      | Katherine Stewart-Jones | Canada            | 31 min 8 s 6  | + 3 min 2 s 3   |
| 37                                  | 51      | Martina Di Centa        | Italie            | 31 min 8 s 8  | + 3 min 2 s 5   |
| 38                                  | 14      | Lucia Scardoni          | Italie            | 31 min 9 s 5  | + 3 min 3 s 2   |
| 39                                  | 18      | Chi Chunxue             | Chine             | 31 min 10 s 6 | + 3 min 4 s 3   |
| 40                                  | 20      | Coralie Bentz           | France            | 31 min 17 s 6 | + 3 min 11 s 3  |
| 41                                  | 37      | Mélissa Gal             | France            | 31 min 25 s 7 | + 3 min 19 s 4  |
| 42                                  | 47      | Petra Hynčicová         | Tchéquie          | 31 min 28 s 0 | + 3 min 21 s 7  |
| 43                                  | 13      | Nadja Kälin             | Suisse            | 31 min 29 s 7 | + 3 min 23 s 4  |
| 44                                  | 39      | Mathilde Myhrvold       | Norvège           | 31 min 36 s 0 | + 3 min 29 s 7  |
| 45                                  | 4       | Li Xin                  | Chine             | 31 min 36 s 9 | + 3 min 30 s 6  |
| 46                                  | 3       | Masae Tsuchiya          | Japon             | 31 min 41 s 5 | + 3 min 35 s 2  |
| 47                                  | 31      | Carola Vila             | Andorre           | 31 min 45 s 0 | + 3 min 38 s 7  |
| 48                                  | 2       | Cendrine Browne         | Canada            | 31 min 47 s 9 | + 3 min 41 s 6  |
| 49                                  | 55      | Monika Skinder          | Pologne           | 31 min 49 s 9 | + 3 min 43 s 6  |
| 50                                  | 64      | Ma Qinghua              | Chine             | 31 min 52 s 3 | + 3 min 46 s 0  |
| 51                                  | 35      | Jessica Yeaton          | Australie         | 31 min 54 s 6 | + 3 min 48 s 3  |
| 52                                  | 45      | Angelina Shuryga        | Kazakhstan        | 32 min 8 s 8  | + 4 min 2 s 5   |
| 53                                  | 43      | Kseniya Shalygina       | Kazakhstan        | 32 min 9 s 9  | + 4 min 3 s 6   |
| 54                                  | 49      | Chika Kobayashi         | Japon             | 32 min 10 s 0 | + 4 min 3 s 7   |
| 55                                  | 7       | Anja Weber              | Suisse            | 32 min 13 s 4 | + 4 min 7 s 1   |
| 56                                  | 17      | Dinigeer Yilamujiang    | Chine             | 32 min 23 s 8 | + 4 min 17 s 5  |
| 57                                  | 71      | Nadezhda Stepashkina    | Kazakhstan        | 32 min 27 s 2 | + 4 min 20 s 9  |
| 58                                  | 57      | Maryna Antsybor         | Ukraine           | 32 min 36 s 5 | + 4 min 30 s 2  |
| 59                                  | 1       | Valeriya Tyuleneva      | Kazakhstan        | 32 min 52 s 1 | + 4 min 45 s 8  |
| 60                                  | 65      | Keidy Kaasiku           | Estonie           | 32 min 55 s 4 | + 4 min 49 s 1  |
| 61                                  | 79      | Olivia Bouffard-Nesbitt | Canada            | 32 min 1 s 1  | + 4 min 54 s 8  |
| 62                                  | 67      | Anita Klemenčič         | Slovénie          | 33 min 9 s 3  | + 5 min 3 s 0   |
| 63                                  | 84      | Karen Chanloung         | Thaïlande         | 33 min 14 s 0 | + 5 min 7 s 7   |
| 64                                  | 81      | Karolina Kukuczka       | Pologne           | 33 min 16 s 6 | + 5 min 10 s 3  |
| 65                                  | 16      | Alena Procházková       | Slovaquie         | 33 min 18 s 2 | + 5 min 11 s 9  |
| 66                                  | 63      | Anja Mandeljc           | Slovénie          | 33 min 19 s 5 | + 5 min 13 s 2  |
| 67                                  | 80      | Casey Wright            | Australie         | 33 min 21 s 1 | + 5 min 14 s 8  |
| 68                                  | 73      | Kitija Auziņa           | Lettonie          | 33 min 26 s 3 | + 5 min 20 s 0  |
| 69                                  | 75      | Nina Riedener           | Liechtenstein     | 33 min 49 s 0 | + 5 min 42 s 7  |
| 70                                  | 33      | Kaidy Kaasiku           | Estonie           | 33 min 50 s 7 | + 5 min 44 s 4  |
| 71                                  | 77      | Neža Žerjav             | Slovénie          | 33 min 56 s 8 | + 5 min 50 s 5  |
| 72                                  | 70      | Lee Eui-jin             | Corée du Sud      | 34 min 7 s 9  | + 6 min 1 s 6   |
| 73                                  | 62      | Vedrana Malec           | Croatie           | 34 min 31 s 6 | + 6 min 25 s 3  |
| 74                                  | 87      | Katya Galstyan          | Arménie           | 34 min 37 s 5 | + 6 min 31 s 2  |
| 75                                  | 66      | Lee Chae-won            | Corée du Sud      | 34 min 45 s 5 | + 6 min 39 s 2  |
| 76                                  | 68      | Viktoriya Olekh         | Ukraine           | 34 min 58 s 1 | + 6 min 51 s 8  |
| 77                                  | 82      | Barbora Klementová      | Slovaquie         | 34 min 59 s 2 | + 6 min 52 s 9  |
| 78                                  | 76      | Magdalena Kobielusz     | Pologne           | 35 min 40 s 3 | + 7 min 34 s 0  |
| 79                                  | 41      | Valentyna Kaminska      | Ukraine           | 35 min 42 s 7 | + 7 min 36 s 4  |
| 80                                  | 69      | Aveli Uustalu           | Estonie           | 35 min 46 s 2 | + 7 min 39 s 9  |
| 81                                  | 88      | Kristína Sivoková       | Slovaquie         | 36 min 12 s 6 | + 8 min 6 s 3   |
| 82                                  | 91      | Jacqueline Mourão       | Brésil            | 36 min 14 s 6 | + 8 min 8 s 3   |
| 83                                  | 74      | Tena Hadžić             | Croatie           | 36 min 27 s 5 | + 8 min 21 s 2  |
| 84                                  | 92      | Estere Volfa            | Lettonie          | 36 min 36 s 9 | + 8 min 30 s 6  |
| 85                                  | 96      | Ariunsanaagiin Enkhtuul | Mongolie          | 37 min 2 s 5  | + 8 min 56 s 2  |
| 86                                  | 61      | Tímea Lőrincz           | Roumanie          | 37 min 15 s 3 | + 9 min 9 s 0   |
| 87                                  | 78      | Ayşenur Duman           | Turquie           | 37 min 36 s 7 | + 9 min 30 s 4  |
| 88                                  | 72      | Naria Ntanou            | Grèce             | 37 min 39 s 4 | + 9 min 33 s 1  |
| 89                                  | 94      | Eglė Savickaitė         | Lituanie          | 38 min 26 s 5 | + 10 min 20 s 2 |
| 90                                  | 93      | Eduarda Ribera          | Brésil            | 38 min 58 s 7 | + 10 min 52 s 4 |
| 91                                  | 98      | Ieva Dainytė            | Lituanie          | 39 min 7 s 4  | + 11 min 1 s 1  |
| 92                                  | 85      | Özlem Ceren Dursun      | Turquie           | 39 min 17 s 6 | + 11 min 11 s 3 |
| 93                                  | 89      | Samanta Krampe          | Lettonie          | 39 min 34 s 2 | + 11 min 27 s 9 |
| 94                                  | 95      | Angelina Muradyan       | Arménie           | 39 min 43 s 4 | + 11 min 37 s 1 |
| 95                                  | 90      | Ana Cvetanovska         | Macédoine du Nord | 39 min 57 s 7 | + 11 min 51 s 4 |
| 96                                  | 86      | Nahiara Díaz            | Argentine         | 40 min 30 s 8 | + 12 min 24 s 4 |
| 97                                  | 97      | Sára Pónya              | Hongrie           | 41 min 13 s 6 | + 13 min 7 s 3  |
| 98                                  | 83      | Nefeli Tita             | Grèce             | 42 min 12 s 1 | + 14 min 5 s 8  |